# Adolf Bayer
Adolf Bayer (23. března 1859 Dobřany – 30. března 1929 Plzeň) byl český sládek německého původu, od roku 1900 vrchní sládek v Měšťanském pivovaru (Plzeňský Prazdroj) vařícím pivo plzeňského typu. Ve své době se jednalo o jednoho z nejváženějších a nejbohatších obyvatel města.

## Životopis

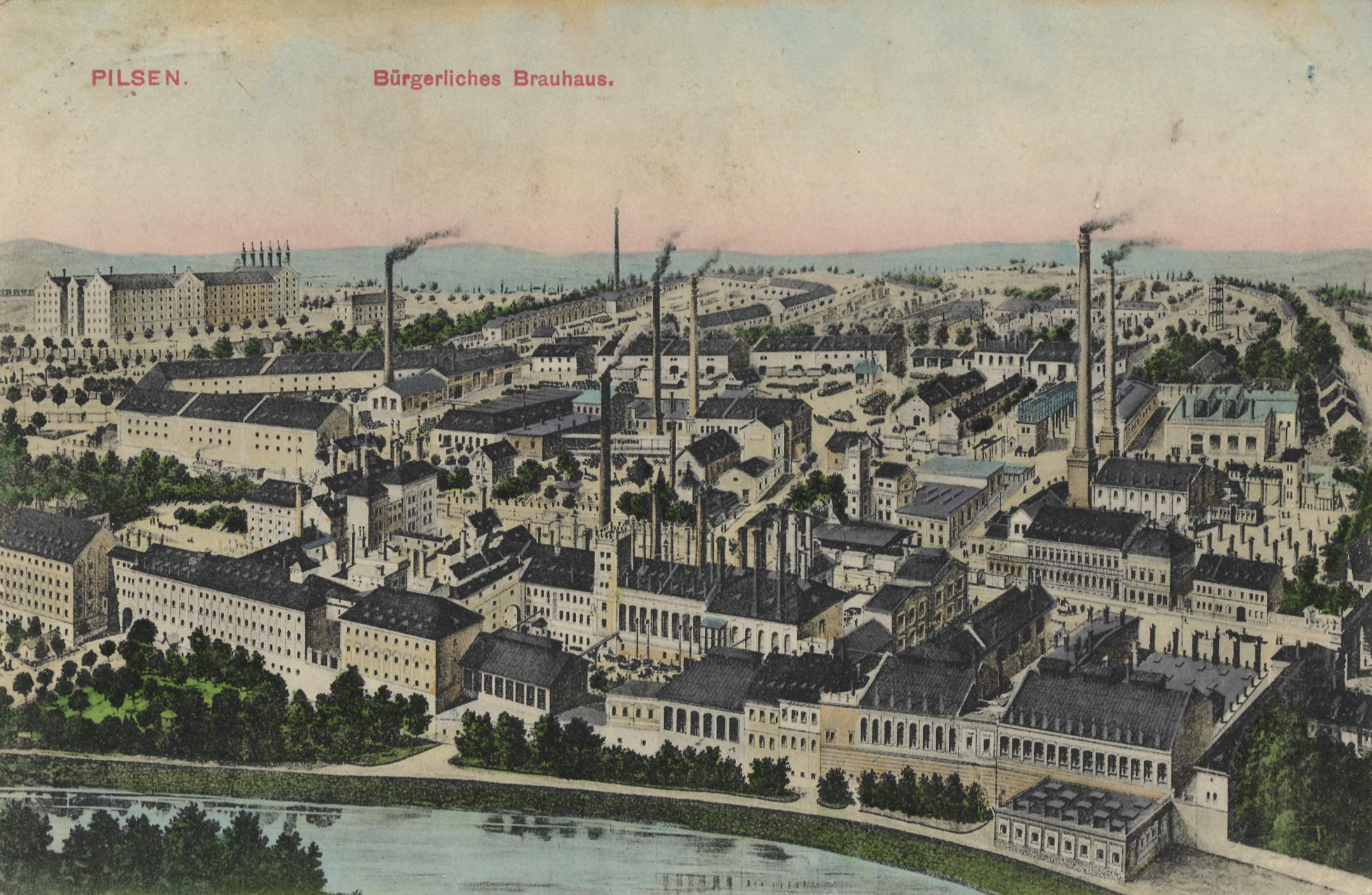
Měšťanský pivovar v Plzni na pohlednici z roku 1910

Narodil se v Dobřanech u Plzně do rodiny starosty města Vincence Bayera, zakladatele místního pivovaru. Zde se vyučil pivovarnickému řemeslu, následně začal pracovat v pivovaru v Kolíně, v letech 1885 až 1887 působil v pivovaru ve Vlkýši severně od Plzně. Roku 1887 se odstěhoval do Plzně a nastoupil jako vařič do Měšťanského pivovaru, založeného roku 1842, kde jako vrchní sládek působil Bayerův švagr Josef Binder. Postupně zde vystřídal několik pozic, roku 1900 se po Binderově smrti stal vrchním sládkem Měšťanského pivovaru. 

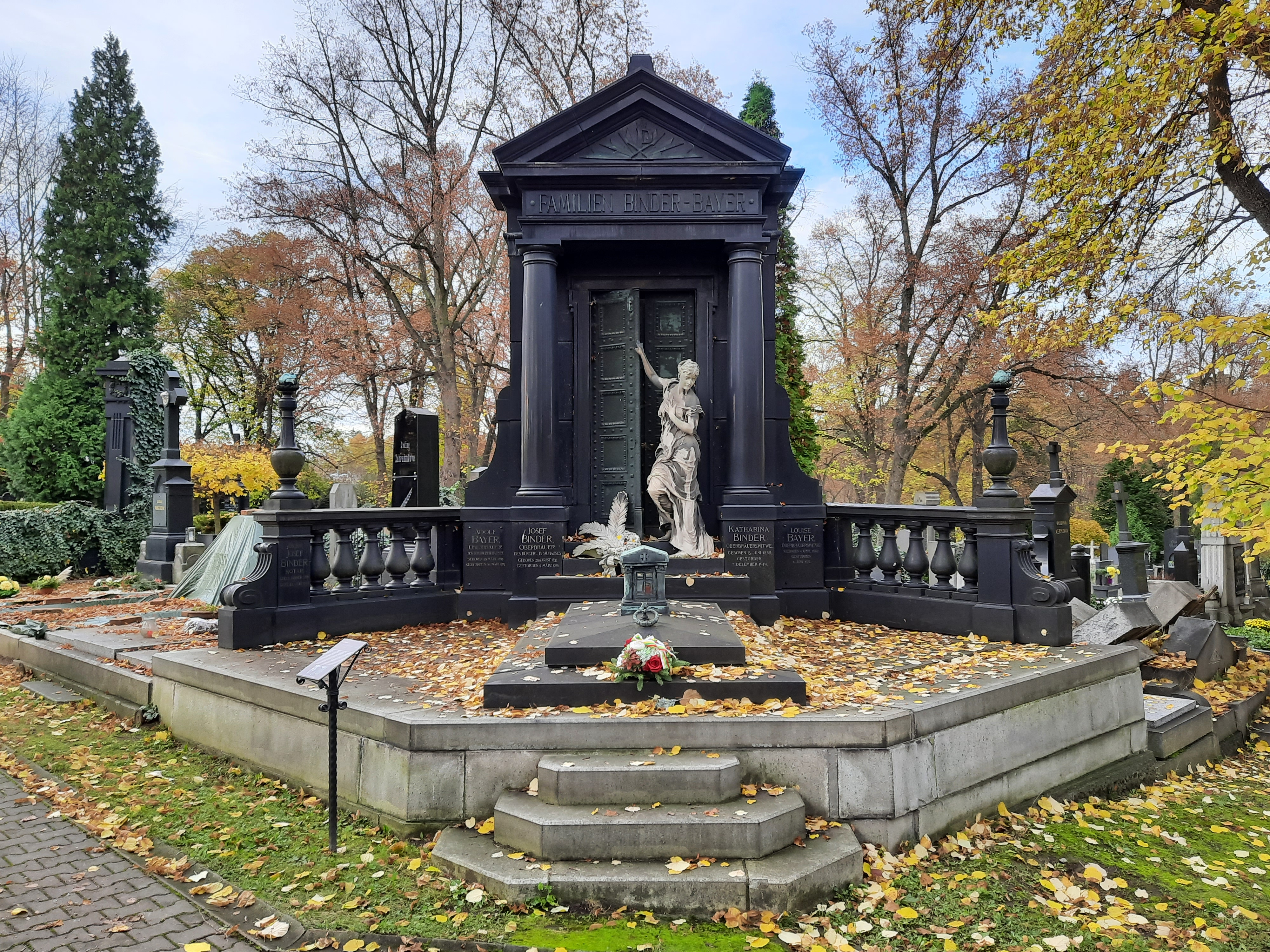
Hrobka rodiny Binder a Bayer na Ústředním hřbitově v Plzni (vystavěla firma Jan Cingroš)

Bayer bydlel se svou rodinou v domě přímo v areálu závodu, mimo to si nechal postavit bytový a obchodní dům č. 13 v pozdější ulici Bedřicha Smetany. Angažoval se v odborech, do roku 1918 členem působil ve vedení plzeňské sekce Svazu rakouských průmyslníků. Byl rovněž členem a od roku 1911 předsedou Spolku pro průmysl pivovarský v království Českém, předsedal též Jednotě pro vydržování výzkumných ústavů pivovarských. Bayer vykonával vedoucí pozici až do své smrti, poté nastoupil na místo vrchního sládka Měšťanském pivovaru Jan Šebelík.

### Úmrtí
Adolf Bayer zemřel 30. března 1929 v Plzni ve věku 70 let a byl pochován ve výstavní kamenné hrobce na plzeňském Ústředním hřbitově, nedaleko hřbitovního kostela svatého Václava. Neoklasicistní hrobku se sochařskou výzdobou vytvořila známá kamenická firma Jan Cingroš.

### Rodinný život
Bayer se v květnu 1887 oženil s Luisou Kastnerovou (1864–1931) z Kolína, narodily se jim tři dcery.